# Belgische kampioenschappen indoor atletiek 1987
In 1987 werden de Belgische kampioenschappen indoor atletiek alle categorieën gehouden op zaterdag 24 januari in Liévin. Tijdens deze kampioenschappen werden twee Belgische records verbeterd. Sabine Desmet bracht het record op de 3000 meter snelwandelen naar 13.58,3 en Ingrid Verbruggen verbeterde het record op de 200 m naar 24,26 s. Ook Ingrid Delagrange bleef op de 3000 m met een tijd van 9.12,69, meer dan een halve minuut onder het Belgisch record van Mimi Steels, maar haar record werd niet gehomologeerd omdat ze tegen onvoldoende tegenstanders liep. Ze had de wedstrijd alleen gelopen.

## Uitslagen

### 60 m
| rang   | atleet            | prestatie |
| ------ | ----------------- | --------- |
| Goud   | Ronald Desruelles | 6,66 s    |
| Zilver | Vincent Debaest   | 6,92 s    |
| Brons  | Patrick Stevens   | 6,95 s    |

| rang   | atlete            | prestatie |
| ------ | ----------------- | --------- |
| Goud   | Ingrid Verbruggen | 7,51 s    |
| Zilver | Tonia Oliviers    | 7,57 s    |
| Brons  | Heidi Bracke      | 7,78 s    |

### 200 m
| rang   | atleet            | prestatie |
| ------ | ----------------- | --------- |
| Goud   | Ronald Desruelles | 21,00 s   |
| Zilver | Pierre Fruhling   | 21,88 s   |
| Brons  | Rudi Maerschalck  | 22,02 s   |

| rang   | atlete            | prestatie |
| ------ | ----------------- | --------- |
| Goud   | Ingrid Verbruggen | 24,26 s   |
| Zilver | Katrien Maenhout  | 25,18 s   |
| Brons  | Carine Finck      | 25,26 s   |

### 400 m
| rang   | atleet           | prestatie |
| ------ | ---------------- | --------- |
| Goud   | Roland Moens     | 48,76 s   |
| Zilver | Michel Brustem   | 48,87 s   |
| Brons  | Stefan Van Hamme | 49,30 s   |

| rang   | atlete         | prestatie |
| ------ | -------------- | --------- |
| Goud   | Ann Maenhout   | 55,81 s   |
| Zilver | Veerle Simoens | 56.55 s   |
| Brons  | Anja Verhoeven | 61,34 s   |

### 800 m
| rang   | atleet         | prestatie |
| ------ | -------------- | --------- |
| Goud   | Marc Corstjens | 1.49,53   |
| Zilver | Eric Wozny     | 1.51.63   |
| Brons  | Mark Bogaert   | 1.52.43   |

| rang   | atlete              | prestatie |
| ------ | ------------------- | --------- |
| Goud   | Krista Van Winkel   | 2.13,51   |
| Zilver | Suzy Vanderstraeten | 2.15.41   |
| Brons  | Ilse Verlinde       | 2.17,86   |

### 1500 m
| rang   | atleet             | prestatie |
| ------ | ------------------ | --------- |
| Goud   | Benny De Wijngaert | 4.03,43   |
| Zilver | Jan Verbrugge      | 4.03,87   |
| Brons  | Benny Ceulemans    | 4.04,67   |

| rang   | atlete           | prestatie |
| ------ | ---------------- | --------- |
| Goud   | Carola Van Dijck | 4.44,33   |
| Zilver | Veerle Meuris    | 4.49,74   |
| Brons  | Karin Wilms      | 4.54,68   |

### 3000 m
| rang   | atleet         | prestatie |
| ------ | -------------- | --------- |
| Goud   | Erwin Naessens | 8.08,30   |
| Zilver | Geert Pas      | 8.31,13   |
| Brons  | Jo Slagmolen   | 8.32,68   |

| rang   | atlete            | prestatie |
| ------ | ----------------- | --------- |
| Goud   | Ingrid Delagrange | 9.12,69   |
| Zilver |                   |           |
| Brons  |                   |           |

### 5000 m snelwandelen/3000 m snelwandelen
| rang   | atleet          | prestatie |
| ------ | --------------- | --------- |
| Goud   | Jos Martens     | 20.20,2   |
| Zilver | Philippe Burton | 20.33,2   |
| Brons  | Dirk Vandebosch | 20.48,2   |

| rang   | atlete            | prestatie    |
| ------ | ----------------- | ------------ |
| Goud   | Sabine Desmet     | 13.58,3 (NR) |
| Zilver | Sabine De Blanck  | 14.51,7      |
| Brons  | Christa Ceulemans | 14.53,1      |

### 60 m horden
| rang   | atleet         | prestatie |
| ------ | -------------- | --------- |
| Goud   | Rik Folens     | 7,99 s    |
| Zilver | Roland Marloye | 8,03 s    |
| Brons  | Marc Borra     | 8,25 s    |

| rang   | atlete              | prestatie |
| ------ | ------------------- | --------- |
| Goud   | Sylvia Dethier      | 8,48 s    |
| Zilver | Christine Dohogne   | 8,67 s    |
| Brons  | Caroline Delplancke | 8,71 s    |

### Verspringen
| rang   | atleet              | prestatie |
| ------ | ------------------- | --------- |
| Goud   | Luc Kerkhofs        | 7,64 m    |
| Zilver | Laurent Broothaerts | 7,33 m    |
| Brons  | Eric Adère          | 7,21 m    |

| rang   | atlete           | prestatie |
| ------ | ---------------- | --------- |
| Goud   | Hilde Ervijn     | 5,89 m    |
| Zilver | Kristen Pellaers | 5,86 m    |
| Brons  | Myriam Duchâteau | 5,78 m    |

### Hink-stap-springen
| rang   | atleet              | prestatie |
| ------ | ------------------- | --------- |
| Goud   | Didier Falise       | 16,55 m   |
| Zilver | Luc Delporte        | 15,01 m   |
| Brons  | Christian Delecluse | 14,33 m   |

### Hoogspringen
| rang   | atleet            | prestatie |
| ------ | ----------------- | --------- |
| Goud   | Marc Borra        | 2,09 m    |
| Zilver | Marc Hallemeersch | 2,06 m    |
| Brons  | Patrick Steemans  | 2,00 m    |

| rang   | atlete             | prestatie |
| ------ | ------------------ | --------- |
| Goud   | Chris Soetewey     | 1,81 m    |
| Zilver | Karine Langeraet   | 1,68 m    |
| Brons  | Natalja Jonckheere | 1,68 m    |

### Polsstokhoogspringen
| rang   | atleet             | prestatie |
| ------ | ------------------ | --------- |
| Goud   | Patrick Desruelles | 5,30 m    |
| Zilver | Dirk Ledegen       | 5,10 m    |
| Zilver | Bruno De Sagher    | 4,90 m    |

### Kogelstoten
| rang   | atleet             | prestatie |
| ------ | ------------------ | --------- |
| Goud   | Noël Legros        | 15,92 m   |
| Zilver | Luc De Rechter     | 15,18 m   |
| Brons  | Ludo Antheunissens | 14,69 m   |

| rang   | atlete              | prestatie |
| ------ | ------------------- | --------- |
| Goud   | Marie-Paule Geldhof | 14,10 m   |
| Zilver | Brigitte Fransen    | 13,76 m   |
| Brons  | Karin Larnoe        | 13,30 m   |

1985 ·
1986 ·
1987 ·
1988 ·
1989 ·
1990 ·
1991 ·
1992 ·
1993 .
1994 ·
1995 .
1996 ·
1997 ·
1998 .
1999 ·
2000 .
2001 · 
2002 · 
2003 · 
2004 · 
2005 · 
2006 · 
2007 · 
2008 · 
2009 · 
2010 · 
2011 · 
2012 · 
2013 · 
2014 ·
2015 ·
2016 ·
2017 ·
2018 ·
2019 ·
2020 ·
2021 ·
2022 ·
2023 ·
2024 ·
2025